# Sverre Jordan
Pour les articles homonymes, voir Jordan.
Sverre Jordan, né le 25 mai 1889 à Bergen et mort dans cette même ville le 10 janvier 1972, est un pianiste, chef d'orchestre et compositeur norvégien.

## Biographie
Il fait des études de piano avant de voyager en Allemagne où il travaille le piano et la composition à Berlin auprès de Conrad Ansorge et Wilhelm Klatte de 1907 à 1914.
À partir de 1914, il retourne en Norvège et devient directeur musical du Théâtre national.
Dans ses œuvres, il fait usage librement de chants traditionnels nationaux, ce qui lui donne du succès auprès du public. On retrouve cette esthétique dans sa Suite en style ancien pour petit orchestre (1911), Norvegiani pour orchestre (1921), Smeden (Le Forgeron) pour baryton, chœur et orchestre (1924), etc. Il compose également de la musique de scène pour de nombreuses pièces, plus de deux cents mélodies, dont une grande partie avec accompagnement orchestral.

## Œuvres

### Œuvres orchestrales
- Suite en style ancien (1911), pour petit orchestre ;
- Norvegiani (1921) ;
- Suite sur des airs et des danses traditionnels norvégiens (1936) ;
- Holberg-silhuetter (1938) ;
- Concerto pour piano (1945) ;
- Concerto pour violoncelle (1947) ;
- Rhapsodie norvégienne (1950) ;
- Suite en style ancien sur des thèmes de Holberg (1954) ;
- Concerto romantico (1956), pour cor et orchestre ;
- Concerto piccolo (1963) pour piano et orchestre ;
- Concerto pour violon (1966) ;

### Œuvres chorales
- Smeden (1924), pour baryton, chœur et orchestre ;
- Kongen (1957), mélodrame symphonique avec récitant et finale choral ;

### Cantate
- Norge i vare hjerter (1928), cantate pour l'ouverture de l'Exposition de Bergen ;

### Musique de chambre
- Sonate pour violon et piano no 1 (1917) ;
- Sonate pour violon et piano no 2 (1943) ;
- Sonatine pour flûte et piano (1955) ;
- Trio avec piano no 1 (1958) ;
- Trio avec piano no 2 (1963) ;
- Sonate pour piano (1963) ;